# Amt Bochum (Provinz Westfalen)
| Amt in Preußen     | Amt in Preußen       |
| ------------------ | -------------------- |
| Name               | Bochum               |
| Provinz            | Westfalen            |
| Regierungsbezirk   | Arnsberg             |
| Landkreis          | Bochum               |
| Fläche             | 66,5 km²             |
| Einwohner          | 18.712 (1871)        |
| Bevölkerungsdichte | 281 Einw./km² (1871) |
| Gemeinden          | 13                   |

Das Amt Bochum war von 1844 bis 1881 ein Amt im Kreis Bochum in der preußischen Provinz Westfalen. In den Folgejahren gingen aufgrund des starken Bevölkerungswachstums im Raum Bochum zahlreiche weitere Ämter durch Aufspaltungen und Abtrennungen aus dem Amt hervor. Hierzu zählten die Ämter Bochum I (Nord), Bochum II (Süd), Gerthe, Hamme, Harpen, Hofstede, Hordel und Weitmar.

## Geschichte des Amtes Bochum
Im Rahmen der Einführung der Landgemeindeordnung für die Provinz Westfalen wurde 1844 im Kreis Bochum aus dem ländlichen Teil der Bürgermeisterei Bochum das Amt Bochum gebildet. Die Bürgermeisterei Bochum war in der Franzosenzeit im Kanton Bochum des Großherzogtums Berg eingerichtet worden. Das Amt umfasste 13 Gemeinden im Umland der Stadt Bochum:
| - Altenbochum - Bergen - Gerthe - Grumme - Hamme - Harpen - Hofstede | - Hordel - Laer - Querenburg - Riemke - Weitmar - Wiemelhausen |

Der Sitz der Amtsverwaltung befand sich in der Stadt Bochum. Nach der Trennung der städtischen Verwaltung von den Landgemeinden übernahm zunächst Bürgermeister Heinrich von Lüdemann die Verwaltung des Amtes Bochum bis zu seiner schon 1844 erfolgte Amtsenthebung. Es folgte der Herr des Hauses Rechen, Anton Heinrich Friedrich von Schell zu Rechen. Er starb bei der Bekämpfung der Badischen Revolution im Gefecht bei Durlach. Nachfolger war der Leutnant Schlett aus Weitmar bis zum Jahr 1865. Bis 1881 übernahm danach Konrad Schragmüller die Amtsgeschäfte.
Am 1. April 1881 wurde das Amt Bochum in die beiden Ämter Bochum I (Nord) und Bochum II (Süd) aufgespalten.
| Jahr | Einwohner | Fläche [km²] | Ew./km² | Quelle |
| ---- | --------- | ------------ | ------- | ------ |
| 1859 | 9.556     | 66,5         | 144     | [ 7 ]  |
| 1871 | 18.712    | 66,5         | 281     | [ 8 ]  |

## Amt Bochum I (Nord)

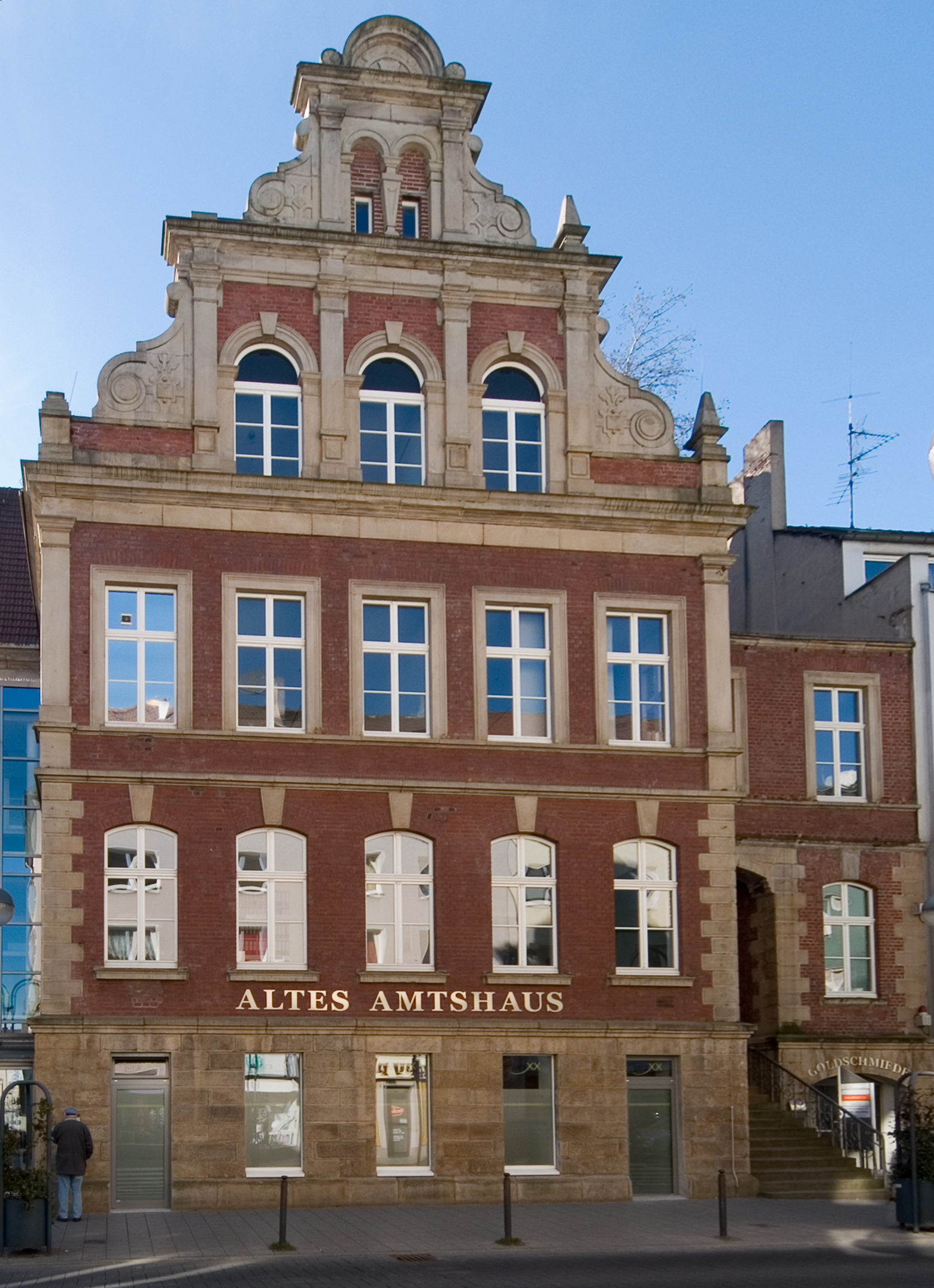
Amtshaus Bochum I (Nord)

Das Amt Bochum I (Nord) bestand vom 1. April 1881 bis zum 1. April 1900. Es umfasste die acht Gemeinden Bergen, Gerthe, Grumme, Hamme, Harpen, Hofstede, Hordel und Riemke. 
Für die Amtsverwaltung wurde ein Neubau in der Bochumer Brückstraße errichtet.
Am 1. April 1900 wurde das Amt in die drei Ämter Hamme, Harpen und Hofstede aufgespalten.
| Jahr | Einwohner | Fläche [km²] | Ew./km² | Quelle |
| ---- | --------- | ------------ | ------- | ------ |
| 1885 | 18.991    | 30,9         | 615     | [ 11 ] |
| 1895 | 27.589    | 30,9         | 893     | [ 12 ] |

## Amt Bochum II (Süd)

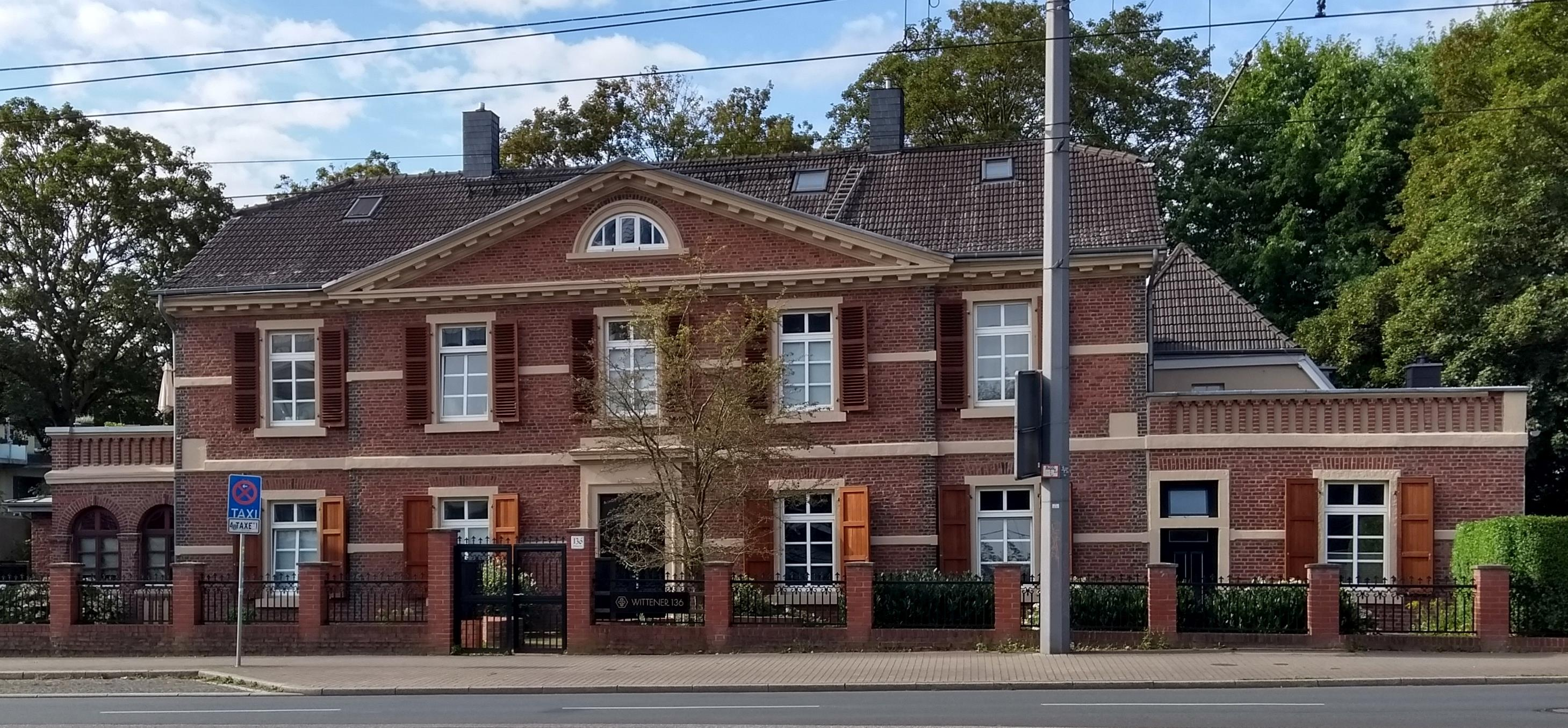
Amtshaus Bochum II (Süd)

Das Amt Bochum II (Süd), zuletzt auch Bochum-Süd genannt, bestand vom 1. April 1881 bis zum 1. August 1929 und wurde während dieser Zeit mehrfach verkleinert. Es umfasste anfänglich die fünf Gemeinden Altenbochum, Laer, Querenburg, Weitmar und Wiemelhausen.
Die Amtsverwaltung befand sich seit 1894 im Amtshaus in Altenbochum.
Am 1. Oktober 1892 schied Weitmar aus dem Amt aus und bildete ein eigenes Amt Weitmar. Am 1. April 1904 schied auch Wiemelhausen aus dem Amt aus und wurde in die Stadt Bochum eingemeindet.
Am 1. April 1926 schied auch Altenbochum durch das Gesetz über die Neuregelung der kommunalen Grenzen im rheinisch-westfälischen Industriebezirke aus dem Amt aus und wurde in die Stadt Bochum eingemeindet.
Am 1. August 1929 wurde das Amt durch das Gesetz über die kommunale Neugliederung des rheinisch-westfälischen Industriegebiets aufgelöst. Laer und Querenburg, die beiden letzten verbliebenen Gemeinden des Amtes, wurden in die Stadt Bochum eingemeindet.
| Jahr | Einwohner | Fläche [km²] | Ew./km² | Quelle |
| ---- | --------- | ------------ | ------- | ------ |
| 1885 | 20.911    | 35,6         | 587     | [ 11 ] |
| 1895 | 21.037    | 26,1         | 808     | [ 12 ] |
| 1910 | 18.904    | 17,8         | 1.060   | [ 13 ] |

## Amt Weitmar

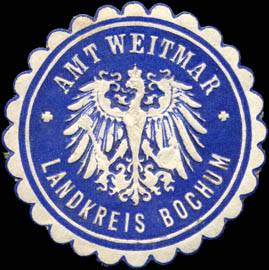
Siegelmarke Amt Weitmar

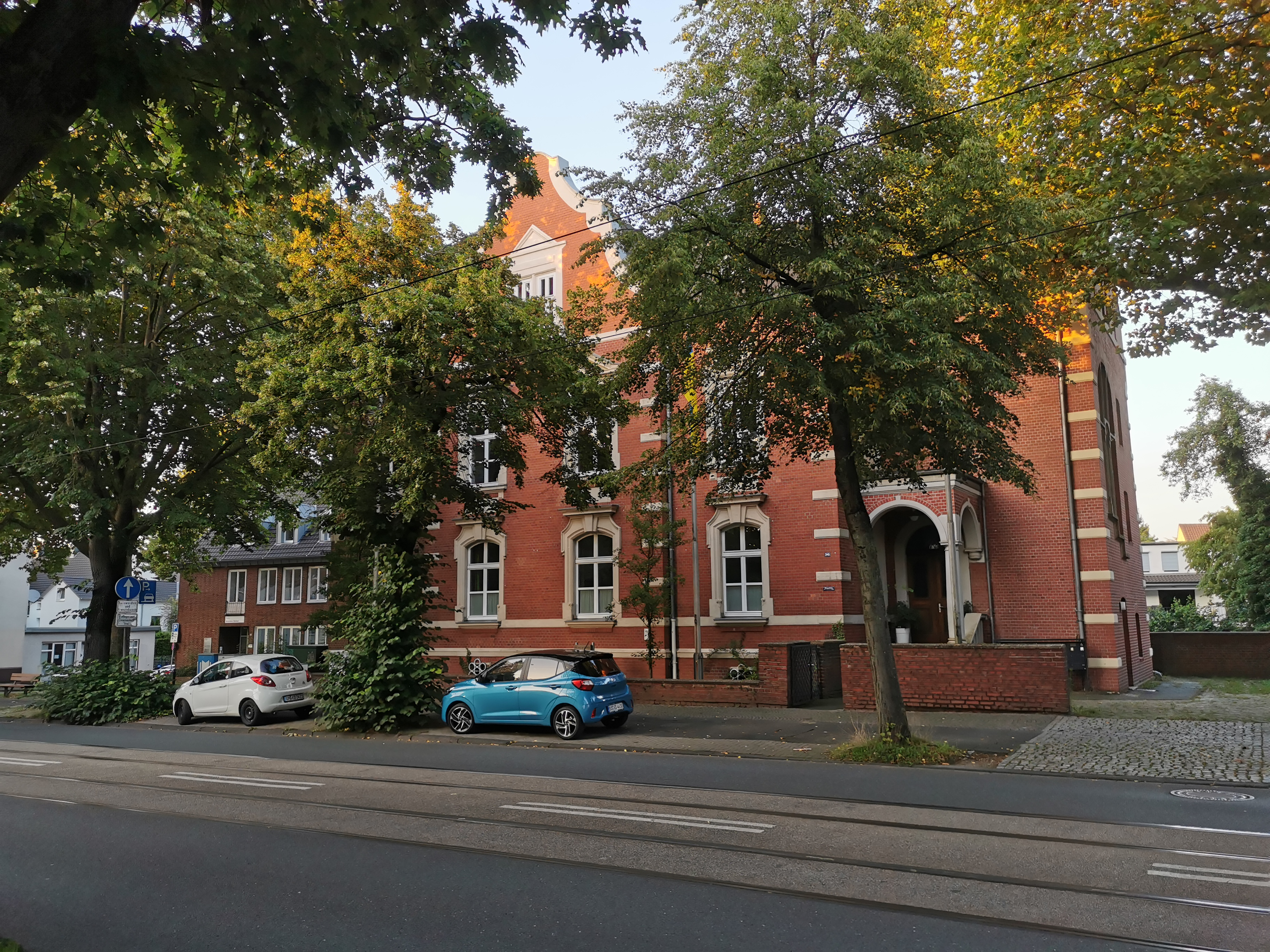
Das Amtshaus Weitmar, Sitz der Bezirksverwaltung Bochum-Südwest in Weitmar-Mitte

Das Amt Weitmar bestand vom 1. Oktober 1892 bis zum 1. April 1926 und umfasste nur die Gemeinde Weitmar.
1899 wurde in der Hattinger Straße 389 ein neues Amtshaus für das Amt Weitmar errichtet.
Im Rahmen der Gebietsreform von 1926 wurde das Amt am 1. April 1926 aufgehoben und die Gemeinde Weitmar in die Stadt Bochum eingemeindet.
| Jahr | Einwohner | Fläche [km²] | Ew./km² | Quelle |
| ---- | --------- | ------------ | ------- | ------ |
| 1895 | 10.284    | 10,31        | 997     | [ 12 ] |
| 1910 | 21.840    | 10,31        | 2.118   | [ 13 ] |
| 1926 | 24.893    | 10,31        | 2.414   | [ 15 ] |

## Amt Hamme

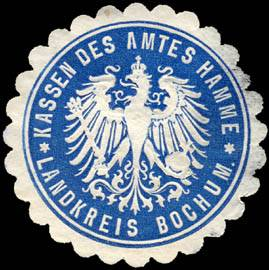
Siegelmarke der Kassen des Amtes Hamme

Das Amt Hamme bestand vom 1. April 1900 bis zum 1. April 1904 und umfasste nur die Gemeinde Hamme. 1901 wurde in der Amtsstraße ein neues Amtshaus für das Amt Hamme errichtet.
Am 1. April 1904 wurde Hamme in die Stadt Bochum eingemeindet, wodurch auch das Amt Hamme erlosch.
| Jahr | Einwohner | Fläche [km²] | Ew./km² | Quelle |
| ---- | --------- | ------------ | ------- | ------ |
| 1904 | 13.488    | 6,04         | 2.233   | [ 15 ] |

## Amt Harpen
Das Amt Harpen bestand vom 1. April 1900 bis zum 1. April 1926. Es umfasste anfänglich die Gemeinden Gerthe, Grumme und Harpen. Am 1. April 1902 kam auch noch die Gemeinde Hiltrop aus dem Amt Herne zum Amt Harpen. Grumme schied am 1. April 1904 aus dem Amt aus und wurde in die Stadt Bochum eingemeindet. Am 1. April 1907 wurde Hiltrop nach Gerthe eingemeindet.
Das Amtshaus wurde an der Ecke Harpener Hellweg / Gerther Straße errichtet. Es dient heute als Bürgerzentrum.
Im Rahmen der Gebietsreform von 1926 wurde auch Harpen nach Gerthe eingemeindet. Das Amt Harpen wurde aufgelöst, stattdessen bildete die Gemeinde Gerthe das Amt Gerthe.
| Jahr | Einwohner | Fläche [km²] | Ew./km² | Quelle |
| ---- | --------- | ------------ | ------- | ------ |
| 1910 | 12.961    | 14,28        | 908     | [ 13 ] |

## Amt Hofstede
Das Amt Hofstede bestand vom 1. April 1900 bis zum 1. April 1904. Es umfasste die Gemeinden Bergen, Hordel, Riemke und Hofstede. Hofstede schied am 1. April 1904 aus dem Amt aus und wurde in die Stadt Bochum eingemeindet. Das Restamt wurde zum Amt Hordel.
Als Amtshaus diente der Sitz des Vorgängeramtes Bochum I (Nord) in der Bochumer Brückstraße.

## Amt Hordel
Das Amt Hordel bestand vom 1. April 1904 bis zum 1. April 1926. Es umfasste die Gemeinden Bergen, Hordel und Riemke. Als Amtshaus diente der Sitz der Vorgängerämter in der Bochumer Brückstraße.
Im Rahmen der Gebietsreform von 1926 wurde das Amt Hordel aufgelöst. Bergen sowie die größten Teile von Hordel und Riemke wurden in die Stadt Bochum eingemeindet. Kleinere Gebietsstücke fielen an die Städte Herne und Wanne-Eickel.
| Jahr | Einwohner | Fläche [km²] | Ew./km² | Quelle |
| ---- | --------- | ------------ | ------- | ------ |
| 1910 | 14.816    | 7,93         | 1.868   | [ 13 ] |

## Amt Gerthe
Das Amt Gerthe bestand vom 1. April 1926 bis zum 1. August 1929. Es umfasste nur die Gemeinde Gerthe einschließlich ihres 1926 eingemeindeten Ortsteils Harpen. Im Rahmen der Gebietsreform von 1929 wurde Gerthe zum größten Teil in die Stadt Bochum eingemeindet, lediglich die Bauerschaften Kray und Oestrich fielen an die Stadt Herne. 